# Arnoud van Rooij
Arnoud Caspar Maria van Rooij, meist A. C. M. van Rooij zitiert, (* 1936 in Eindhoven) ist ein niederländischer Mathematiker, der sich mit Analysis befasste. Er war Professor an der Katholieke Universiteit Nijmegen.
Van Rooij wurde 1963 an der Universität Utrecht bei Hans Freudenthal promoviert (On lattices of rings of sets). Als Post-Doktorand war er ein Jahr an der University of Pennsylvania (und später immer wieder für kurze Zeit an amerikanischen Hochschulen). 1965 wurde er Lektor und 1971 Professor an der Katholischen Universität Nijmegen. 2001 wurde er emeritiert.
Er befasste sich unter anderem mit Riesz-Räumen und Nicht-Archimedischer Analysis.

## Schriften
- mit Gerard Buskes: Topological spaces : from distance to neighborhood, Springer Verlag 1997
- Non-archimedean Functional Analysis, New York: Marcel Dekker 1978
- mit W. Schikhof: A second course on real functions, Cambridge University Press 1982
- mit E. de Jonge: Introduction to Riesz Spaces, Mathematisch Centrum 1977
- Analyse voor beginners, Utrecht: Epsilon 1986
- mit R. A. Kortram: Analyse, Utrecht: Epsilon 1990
- mit Leon van den Broek:  Blik op Oneindig, Utrecht: Epsilon 2007 (über Unendlichkeit)
- mit B. de Pagter: An Invitation to Functional Analysis, Utrecht: Epsilon 2013
- Fouriertheorie, Utrecht: Epsilon 1988